# Hans Nijenhuis
Hans Nijenhuis (Badhoevedorp, 1962) is journalist en schrijver. Hij was van mei 2016 tot juli 2021 hoofdredacteur van het Algemeen Dagblad en was meerdere jaren chef van nrc.next. Eerder was hij uitgever bij NRC Media en operationeel directeur van uitgeverij De Bezige Bij.
Na aanstellingen als verslaggever, correspondent in Moskou, parlementair redacteur en chef van de buitenlandredactie bij het NRC Handelsblad, was hij van maart 2006 tot maart 2009 chef hoofdredactie van de nieuwe zusterkrant van de NRC, nrc.next. Nijenhuis bekleedde tot in 2015 opnieuw enkele jaren die functie. In mei 2016 werd hij aangesteld als hoofdredacteur van het Algemeen Dagblad.
Nijenhuis werd in 2007 samen met collega Birgit Donker bekroond tot 'Moedigste Hoofdredacteur' door redactioneel bureau De Redactie. Begin 2009 trad Nijenhuis als operationeel directeur toe tot de directie van De Bezige Bij. Nijenhuis schreef drie boeken.
Nijenhuis woont in Den Haag, is getrouwd en heeft twee kinderen. 

## Publicaties
- Hans Nijenhuis: Man van beroep. Roman. Amsterdam, De Bezige Bij, 2003. ISBN 9023412206
- Hans Nijenhuis: Wat je verzwijgt. Verhalen. Amsterdam, Rap, 2005. ISBN 9060055764
- Nydia van Voorthuizen en Hans Nijenhuis: Run baby run. Amsterdam, Xander Uitgevers, 2016. ISBN 9789401605373